# 45305 Paulscherrer
45305 Paulscherrer è un asteroide della fascia principale. Scoperto nel 2000, presenta un'orbita caratterizzata da un semiasse maggiore pari a 2,6039392 au e da un'eccentricità di 0,1328899, inclinata di 14,11092° rispetto all'eclittica.
L'asteroide è dedicato al fisico e matematico svizzero Paul Scherrer.